# Пьохо
Пьохо (исп. Piojó) — город и муниципалитет на севере Колумбии, на территории департамента Атлантико.

## История
Поселение, из которого позднее вырос город, было основано 15 марта 1533 года. Муниципалитет Пьохо был выделен в отдельную административную единицу в 1905 году.

## Географическое положение

Муниципалитет Пьохо

Город расположен в северо-западной части департамента, в пределах Прикарибской низменности, на расстоянии приблизительно 36 километров к юго-западу от города Барранкилья, административного центра департамента. Абсолютная высота — 378 метров над уровнем моря.
Муниципалитет Пьохо граничит на севере с территорией муниципалитета Хуан-де-Акоста, на востоке — с территорией муниципалитета Усьякури, на юго-востоке — с территорией муниципалитета Сабаналарга, на юге — с муниципалитетом Луруако, на западе — с территорией департамента Боливар, на северо-западе омывается водами Карибского моря. Площадь муниципалитета составляет 258 км².

## Население
По данным Национального административного департамента статистики Колумбии, совокупная численность населения города и муниципалитета в 2015 году составляла 5140 человек.
Динамика численности населения муниципалитета по годам:
| 2005 | 2006 | 2007 | 2008 | 2009 | 2010 | 2011 | 2012 | 2013 | 2014 | 2015 |
| ---- | ---- | ---- | ---- | ---- | ---- | ---- | ---- | ---- | ---- | ---- |
| 5017 | 5029 | 5041 | 5058 | 5062 | 5081 | 5089 | 5101 | 5109 | 5128 | 5140 |

Согласно данным переписи 2005 года мужчины составляли 52,6 % от населения Пьохо, женщины — соответственно 47,4 %. В расовом отношении белые и метисы составляли 95,9 % от населения города; индейцы — 2,1 %; негры, мулаты и райсальцы — 2,0 %.
Уровень грамотности среди всего населения составлял 90,3 %.

## Экономика
Основу экономики Пьохо составляют сельское хозяйство и горнодобывающая промышленность.

53,7 % от общего числа городских и муниципальных предприятий составляют предприятия торговой сферы, 31,6 % — предприятия сферы обслуживания, 13,7 % — промышленные предприятия, 1 % — предприятия иных отраслей экономики.